# Kazuyoshi Miura
Kazuyoshi Miura, detto Kazu (三浦知良?, Miura Kazuyoshi; Shizuoka, 26 febbraio 1967), è un calciatore giapponese, attaccante dell'Atletico Suzuka, in prestito dallo Yokohama FC.
A 58 anni, è il secondo calciatore più anziano in attività nella storia del calcio professionistico, dopo il 63enne Robert Carmona, e avendo superato Kevin Poole nel 2018. Inoltre è l'unico calciatore ad aver segnato almeno un gol nei tornei di quattro continenti diversi (Asia, Sud America, Europa e Oceania). Grazie alla sua carriera particolarmente longeva, rientra nella ristretta cerchia dei calciatori con almeno 1000 presenze.

## Biografia
Figlio di Nobu Naiya, persona implicata con la yakuza, utilizza il cognome della madre. Suo fratello maggiore è Yasutoshi, anch'egli calciatore e suo compagno di squadra in più occasioni nonché suo allenatore nel 2022. Nel 2012 ha anche giocato a calcio a 5. È sposato con Risako, attrice e produttrice televisiva.
Può giocare indifferentemente come ala, sia a sinistra che a destra, che come prima o seconda punta. Brevilineo, rapido e dotato di un'eccellente tecnica riesce a saltare facilmente l'uomo con la sua grande abilità nel dribbling, dimostrando alle volte eccessiva caparbietà nel tentare la giocata. A inizio a carriera e durante la sua esperienza al Genoa, venne duramente criticato per la sua scarsa vena realizzativa, preferendo la giocata al tiro, ma col tempo migliorò notevolmente questa caratteristica dimostrando una buona freddezza sotto porta e anche un buon tiro dalla distanza riuscendo a mantenere una media-gol elevata anche con l'avanzare dell'età.

## Carriera

### Calcio

#### Il periodo brasiliano
Nel 1982 a 15 anni parte da solo per il Brasile e viene ingaggiato da una squadra professionistica del posto, il Juventus. Nel 1985 partecipa al campionato Under-21 dello Stato di San Paolo in Brasile, divenendo così il primo giapponese di quel torneo. L'anno successivo viene ingaggiato dal Santos. Al termine del campionato passa al Palmeiras per giocare un torneo in Giappone (la Kirin Cup) come tesserato professionista brasiliano.
Nel 1987 firma con la squadra brasiliana del Sociedade Esportiva Matsubara, il campionato successivo passa invece al Clube de Regatas Brasil. Nel 1988 viene ingaggiato nel XV de Jau (nel campionato di San Paolo) dove tra l'altro segna contro il Corinthians diventando il primo giapponese a segnare al Corinthians. Nel 1989 è sotto contratto col Coritiba FC e vince il campionato dello Stato di Paraná. Nel 1990 ritorna al Santos con cui disputa il suo ultimo campionato in Brasile.

#### Il ritorno in Giappone
Dal 1990 al 1994 torna in Giappone nelle file dello Yomiuri (rinominatosi in Verdy Kawasaki in seguito all'acquisizione dello status di squadra professionistica) vincendo campionati, coppe e premi vari nonché entrando nella squadra olimpica e poi nazionale giapponese vincendo vari tornei continentali asiatici ed intercontinentali (Campionato Asia-Africa).

#### L'avventura italiana

Miura in azione al Genoa nella stagione 1994-1995.

Nel 1994 firma un contratto con il Genoa, diventando il primo calciatore giapponese a giocare in Italia. Il più forte giocatore nipponico all'epoca arrivò in Italia grazie a degli sponsor giapponesi che versavano un contributo in denaro alla società a ogni presenza del giocatore.
Ha segnato col Genoa il 4 dicembre 1994 il gol del momentaneo vantaggio genoano nel derby stracittadino, poi vinto dai blucerchiati per 3-2, divenendo il primo calciatore giapponese ad aver giocato e segnato in Italia. Durante il campionato subisce una grave frattura al volto dopo un'entrata di Franco Baresi nei primi minuti del primo tempo della prima partita di campionato contro il Milan, rimanendo in campo fino alla fine del primo tempo.
Nel 1995, durante la sua permanenza in Italia, si assenta dal Genoa per partecipare con la sua Nazionale alla Kirin Cup, che poi vince. Al suo rientro nei rossoblù perde il posto in squadra e così a fine campionato lascia l'Italia con 21 presenze.

#### Nuovamente in patria
Nella stagione successiva (1995-1996) Miura ritorna nel suo paese e firma con i Verdy Kawasaki. Lì gioca fino al 1998 conquistando numerosi campionati, Coppe dell'Imperatore, Kirin Cup e una decina di premi, titoli di capocannoniere, onorificenze sportive, attestati di Miglior giocatore asiatico e Miglior giocatore giapponese. Nello stesso anno ottiene con la sua Nazionale la prima e storica qualificazione al Mondiale. Veniva regolarmente chiamato a partecipare a tutti gli incontri della squadra FIFA World Stars.
Dal 2001 al 2005 gioca nel Vissel Kōbe, ove per due stagioni si ritrova come compagno di squadra del fratello Yasutoshi. Nella stagione 2005 ha giocato con la maglia bluceleste del Sydney FC, squadra australiana che tra l'altro ha disputato la Coppa del Mondo per Club 2005 svoltasi proprio in Giappone a dicembre. Nel dicembre 2014, all'età di 47 anni, firma un contratto annuale con lo Yokohama FC, squadra militante nella Serie B nipponica, la J. League Division 2. Il 12 novembre 2015 rinnova ancora per un anno il suo contratto con la squadra nipponica.
Il 12 marzo 2017 ha stabilito il nuovo primato per il più anziano marcatore della storia del calcio, decidendo, a 50 anni e 14 giorni, la partita vinta dalla sua squadra, lo Yokohama, per 1-0 contro il Thespa Kusatsu. L’11 gennaio 2019 rinnova il contratto per un altro anno.
Il 5 agosto 2020 stabilisce un nuovo record: grazie ai 63 minuti disputati in una partita di Coppa del Giappone, diventa l'unico giocatore ad aver disputato partite professionistiche in 5 decenni differenti: 1980, 1990, 2000, 2010, 2020, stabilendo un primato, probabilmente, insuperabile.
Il 23 settembre 2020, a 53 anni, 6 mesi e 28 giorni, batte il primato come calciatore più anziano della J-League, entrando in campo nella partita tra Yokohama e Kawasaki Frontale, battendo il precedente record di Masashi Nakayama che era di 45 anni, 2 mesi e 1 giorno.
L'11 gennaio 2021 viene annunciato dallo Yokohama FC il suo rinnovo per una ulteriore stagione. A distanza di un anno esatto, l'11 gennaio 2022 viene ceduto in prestito ai Atletico Suzuka, compagine militante in quarta serie giapponese.
Il 12 novembre 2022, all’età di 55 anni e 252 giorni, migliora nuovamente il record di marcatore più anziano della storia del calcio professionistico, segnando il momentaneo pareggio nella sconfitta per 1-2 contro l’Osaka.

#### Il ritorno in Europa
Il 1º febbraio 2023, Miura ritorna a sorpresa in Europa, passando in prestito all'Oliveirense, squadra della seconda serie portoghese, fino al termine della stagione. Il trasferimento è stato reso possibile anche dal fatto che il club portoghese e lo Yokohama fossero controllati dalla stessa proprietà, l'Onodera Group.
Il 21 aprile 2023, l'attaccante fa il suo debutto con il club lusitano, entrando in campo al 90º minuto della sfida di campionato contro l'Académico de Viseu, vinta per 1-4: in questo modo, a 56 anni, un mese e 24 giorni, diventa il giocatore più anziano ad aver disputato un incontro di calcio professionistico in Portogallo.
L'11 luglio 2023, il prestito di Miura all'Oliveirense viene ufficialmente rinnovato fino al giugno del 2024.

#### Il nuovo rientro in Giappone
Il 25 giugno 2024, Miura ritorna in Giappone, venendo ceduto in prestito all'Atletico Suzuka, squadra della quarta serie giapponese.

### Nazionale

#### Calcio
Esordisce con la nazionale maggiore giapponese il 26 settembre 1990, ai Giochi asiatici, nella vittoria per 3-0 contro il Bangladesh. Segnerà il suo primo gol contro la Corea del Nord in un'amichevole, segnando la rete del 4-1, sempre in un'altra amichevole vinta per 3-1 contro gli Stati Uniti segnerà la sua prima doppietta in nazionale.
Con la nazionale vincerà la prima storica Coppa d'Asia nel 1992 segnando la rete del 1-0 vincendo contro l'Iran. Nell'edizione del 1993 della Coppa delle nazioni afro-asiatiche sarà autore del gol del 1-0 nel secondo tempo supplementare battendo il Costa d'Avorio. Prenderà parte alle qualificazioni asiatiche per il Mondiale 1994, segnando per la prima volta quattro reti in una partita, vincendo per 8-0 contro il Bangladesh, inoltre aprirà le marcature nel pareggio per 2-2 contro l'Iraq, nella partita decisiva per la qualificazione dove purtroppo era necessaria la vittoria, mancando l'obbiettivo in quella che fu ricordata come l'Agonia di Doha.
Negli anni successivi otterrà dei buoni risultati vincendo alcune amichevoli di prestigio, segnando una doppietta nella vittoria per 3-0 contro l'Ecuador, in quella per 5-3 contro l'Uruguay e in quella per 4-3 contro la Croazia, inoltre farà un gol anche nella vittoria per 3-2 battendo il Messico.
Nelle qualificazioni per il Mondiale 1998 segnerà quattro reti vincendo contro l'Uzbekistan, e ne segnerà sei vincendo per 10-0 contro il Macau. Benché il Giappone ottenga la sua prima qualificazione ai mondiali di calcio, Miura non verrà convocato. La sua ultima partita in nazionale sarà nella vittoria contro la Giamaica segnando la rete del 4-0.

#### Calcio a 5
Il 3 settembre 2012 viene convocato dal Giappone per i mondiali.

## Statistiche

### Presenze e reti nei club
Statistiche aggiornate al 24 novembre 2024.
| Stagione                                    | Squadra                                     | Campionato                                  | Campionato | Campionato | Coppe nazionali | Coppe nazionali | Coppe nazionali | Coppe continentali | Coppe continentali | Coppe continentali | Altre coppe | Altre coppe | Altre coppe | Totale | Totale |
| Stagione                                    | Squadra                                     | Comp                                        | Pres       | Reti       | Comp            | Pres            | Reti            | Comp               | Pres               | Reti               | Comp        | Pres        | Reti        | Pres   | Reti   |
| ------------------------------------------- | ------------------------------------------- | ------------------------------------------- | ---------- | ---------- | --------------- | --------------- | --------------- | ------------------ | ------------------ | ------------------ | ----------- | ----------- | ----------- | ------ | ------ |
| 1985                                        | CA Juventus                                 | A1/SP                                       | -          | -          | -               | -               | -               | -                  | -                  | -                  | -           | -           | -           | -      | -      |
| 1985                                        | XV de Novembro Jaú                          | A1/SP                                       | 1          | 0          | -               | -               | -               | -                  | -                  | -                  | -           | -           | -           | 1      | 0      |
| 1986-1987                                   | Santos                                      | A1/SP                                       | 1          | 0          | -               | -               | -               | -                  | -                  | -                  | -           | -           | -           | 1      | 0      |
| 1986-1987                                   | Palmeiras                                   | A1/SP+A                                     | 0+0        | 0+0        |                 | -               | -               | -                  | -                  | -                  |             | -           | -           | 0      | 0      |
| 1987-1988                                   | SE Matsubara                                | A1/CP                                       | 5          | 1          |                 | -               | -               | -                  | -                  | -                  |             | -           | -           | 5      | 1      |
| 1987-1988                                   | CRB Maceió                                  |                                             | -          | -          |                 | -               | -               | -                  | -                  | -                  |             | -           | -           | -      | -      |
| 1987-1988                                   | XV de Novembro Jaú                          | A1/SP                                       | 25         | 2          | -               | -               | -               | -                  | -                  | -                  | -           | -           | -           | 25     | 2      |
| XV de Novembro Jaú                          | XV de Novembro Jaú                          | XV de Novembro Jaú                          | 26         | 2          |                 | -               | -               |                    | -                  | -                  |             | -           | -           | 26     | 2      |
| 1988-1989                                   | Coritiba                                    | A1/CP+A                                     | 0+14       | 0+1        | -               | -               | -               | -                  | -                  | -                  | -           | -           | -           | 14     | 1      |
| 1989                                        | Coritiba                                    | A1/CP+A                                     | 23+7       | 4+1        | -               | -               | -               | -                  | -                  | -                  | -           | -           | -           | 30     | 5      |
| Totale Coritiba                             | Totale Coritiba                             | Totale Coritiba                             | 23+21      | 4+2        |                 | -               | -               |                    | -                  | -                  |             | -           | -           | 44     | 6      |
| 1990                                        | Santos                                      | A1/SP                                       | 25         | 2          | -               | -               | -               | -                  | -                  | -                  | -           | -           | -           | 25     | 2      |
| Totale Santos                               | Totale Santos                               | Totale Santos                               | 26         | 2          |                 | -               | -               |                    | -                  | -                  |             | -           | -           | 26     | 2      |
| 1990-1991                                   | Yomiuri F.C.                                | JSL                                         | 18         | 3          | CI              | 1               | 0               | -                  | -                  | -                  | KC          | 7           | 3           | 26     | 6      |
| 1991-1992                                   | Yomiuri F.C.                                | JSL                                         | 21         | 6          | JSLC            | 5               | 2               | -                  | -                  | -                  | KC          | 4           | 1           | 30     | 9      |
| 1992                                        | Verdy Kawasaki                              | -                                           | -          | -          | CI+JYN          | 2+10            | 1+10            | CAC                | 2                  | 1                  | -           | -           | -           | 14     | 12     |
| 1993                                        | Verdy Kawasaki                              | J1                                          | 36+2       | 20+2       | CI+JYN          | 3+1             | 3+0             | -                  | -                  | -                  | -           | -           | -           | 42     | 25     |
| 1994                                        | Verdy Kawasaki                              | J1                                          | 22         | 16         | CI+JYN          | 0               | 0               | -                  | -                  | -                  | SBC+SJ      | 1+1         | 0           | 24     | 16     |
| 1994-1995                                   | Genoa                                       | A                                           | 21+1       | 1+0        | CI              | 1               | 0               | -                  | -                  | -                  | -           | -           | -           | 23     | 1      |
| 1995                                        | Verdy Kawasaki                              | J1                                          | 26         | 23         | CI              | 2               | 0               | -                  | -                  | -                  | SBC+SJ      | 1+1         | 0           | 30     | 23     |
| 1996                                        | Verdy Kawasaki                              | J1                                          | 27+1       | 23+1       | CI+JYN          | 5+6             | 4+2             | -                  | -                  | -                  |             | -           | -           | 39     | 30     |
| 1997                                        | Verdy Kawasaki                              | J1                                          | 14         | 4          | CI+JYN          | 2+0             | 1+0             | -                  | -                  | -                  | SJ          | 1           | 0           | 17     | 5      |
| 1998                                        | Verdy Kawasaki                              | J1                                          | 28         | 5          | CI+JYN          | 3+0             | 2+0             | -                  | -                  | -                  | -           | -           | -           | 31     | 7      |
| Totale Yomiuri F.C.\|Verdy Kawasaki         | Totale Yomiuri F.C.\|Verdy Kawasaki         | Totale Yomiuri F.C.\|Verdy Kawasaki         | 192+3      | 100+3      |                 | 40              | 25              |                    | 2                  | 1                  |             | 16          | 4           | 253    | 133    |
| 1998-1999                                   | Croazia Zagabria                            | 1.HNL                                       | 12         | 0          | -               | -               | -               | -                  | -                  | -                  | -           | -           | -           | 12     | 0      |
| 1999                                        | Kyoto Sanga                                 | J1                                          | 11         | 4          | CI+JYN          | 2+0             | 1+0             | -                  | -                  | -                  | -           | -           | -           | 13     | 5      |
| 2000                                        | Kyoto Sanga                                 | J1                                          | 30         | 17         | CI+JYN          | 1+7             | 0+2             | -                  | -                  | -                  | -           | -           | -           | 38     | 19     |
| Totale Kyoto Sanga                          | Totale Kyoto Sanga                          | Totale Kyoto Sanga                          | 41         | 21         |                 | 10              | 3               |                    | -                  | -                  |             | -           | -           | 51     | 24     |
| 2001                                        | Vissel Kōbe                                 | J1                                          | 29         | 11         | CI+JYN          | 2+3             | 0+2             | -                  | -                  | -                  | -           | -           | -           | 34     | 13     |
| 2002                                        | Vissel Kōbe                                 | J1                                          | 17         | 3          | CI+JYN          | 0+1             | 0               | -                  | -                  | -                  | -           | -           | -           | 18     | 3      |
| 2003                                        | Vissel Kōbe                                 | J1                                          | 24         | 4          | CI+JYN          | 3+4             | 2+0             | -                  | -                  | -                  | -           | -           | -           | 31     | 6      |
| 2004                                        | Vissel Kōbe                                 | J1                                          | 21         | 4          | CI+JYN          | 0+5             | 0               | -                  | -                  | -                  | -           | -           | -           | 26     | 4      |
| gen.-mag. 2005                              | Vissel Kōbe                                 | J1                                          | 12         | 2          | CI+JYN          | 0+6             | 1               | -                  | -                  | -                  | -           | -           | -           | 18     | 3      |
| Totale Vissel Kobe                          | Totale Vissel Kobe                          | Totale Vissel Kobe                          | 103        | 24         |                 | 24              | 5               |                    | -                  | -                  |             | -           | -           | 127    | 29     |
| giu.-nov. 2005                              | Yokohama FC                                 | J2                                          | 16         | 4          | CI              | 1               | 0               | -                  | -                  | -                  | -           | -           | -           | 17     | 4      |
| nov.-dic. 2005                              | Sydney FC                                   | AL                                          | 4          | 2          | -               | -               | -               | -                  | -                  | -                  | Cmc         | 2           | 0           | 6      | 2      |
| 2006                                        | Yokohama FC                                 | J2                                          | 39         | 6          | CI              | 0               | 0               | -                  | -                  | -                  | -           | -           | -           | 39     | 6      |
| 2007                                        | Yokohama FC                                 | J1                                          | 24         | 3          | CI+JYN          | 2+4             | 0               | -                  | -                  | -                  | -           | -           | -           | 30     | 3      |
| 2008                                        | Yokohama FC                                 | J2                                          | 30         | 1          | CI              | 2               | 0               | -                  | -                  | -                  | -           | -           | -           | 32     | 1      |
| 2009                                        | Yokohama FC                                 | J2                                          | 30         | 1          | CI              | 0               | 0               | -                  | -                  | -                  | -           | -           | -           | 30     | 1      |
| 2010                                        | Yokohama FC                                 | J2                                          | 10         | 3          | CI              | 0               | 0               | -                  | -                  | -                  | -           | -           | -           | 10     | 3      |
| 2011                                        | Yokohama FC                                 | J2                                          | 30         | 0          | CI              | 1               | 0               | -                  | -                  | -                  | -           | -           | -           | 31     | 0      |
| 2012                                        | Yokohama FC                                 | J2                                          | 14         | 1          | CI              | 0               | 0               | -                  | -                  | -                  | -           | -           | -           | 14     | 1      |
| 2013                                        | Yokohama FC                                 | J2                                          | 18         | 2          | CI              | 0               | 0               | -                  | -                  | -                  | -           | -           | -           | 18     | 2      |
| 2014                                        | Yokohama FC                                 | J2                                          | 2          | 0          | CI              | 0               | 0               | -                  | -                  | -                  | -           | -           | -           | 2      | 0      |
| 2015                                        | Yokohama FC                                 | J2                                          | 16         | 3          | CI              | 0               | 0               | -                  | -                  | -                  | -           | -           | -           | 16     | 3      |
| 2016                                        | Yokohama FC                                 | J2                                          | 20         | 2          | CI              | 1               | 0               | -                  | -                  | -                  | -           | -           | -           | 21     | 2      |
| 2017                                        | Yokohama FC                                 | J2                                          | 12         | 1          | CI              | 0               | 0               | -                  | -                  | -                  | -           | -           | -           | 12     | 1      |
| 2018                                        | Yokohama FC                                 | J2                                          | 9          | 0          | CI              | 2               | 0               | -                  | -                  | -                  | -           | -           | -           | 11     | 0      |
| 2019                                        | Yokohama FC                                 | J2                                          | 3          | 0          | CI              | 2               | 0               | -                  | -                  | -                  | -           | -           | -           | 5      | 0      |
| 2020                                        | Yokohama FC                                 | J1                                          | 4          | 0          | CJL             | 2               | 0               | -                  | -                  | -                  | -           | -           | -           | 6      | 0      |
| 2021                                        | Yokohama FC                                 | J1                                          | 1          | 0          | CI+CJL          | 0+3             | 0               | -                  | -                  | -                  | -           | -           | -           | 4      | 0      |
| Totale Yokohama FC                          | Totale Yokohama FC                          | Totale Yokohama FC                          | 278        | 27         |                 | 20              | 0               |                    | -                  | -                  |             | -           | -           | 298    | 27     |
| 2022                                        | Suzuka Point Getters                        | JFL                                         | 18         | 2          | -               | -               | -               | -                  | -                  | -                  | -           | -           | -           | 18     | 2      |
| gen. -giu. 2023                             | U.D. Oliveirense                            | SL                                          | 3          | 0          | CP+CdL          | -               | -               |                    | -                  | -                  |             | -           | -           | 3      | 0      |
| 2023-2024                                   | U.D. Oliveirense                            | SL                                          | 5          | 0          | CP+CdL          | 0+1             | 0+0             |                    | -                  | -                  |             | -           | -           | 6      | 0      |
| Totale U.D. Oliveirense                     | Totale U.D. Oliveirense                     | Totale U.D. Oliveirense                     | 8          | 0          |                 | 0+1             | 0+0             |                    | -                  | -                  |             | -           | -           | 9      | 0      |
| 2024                                        | Atletico Suzuka                             | JFL                                         | 12         | 0          |                 | -               | -               |                    | -                  | -                  |             | -           | -           | 12     | 0      |
| Totale Suzuka Point Getters/Atletico Suzuka | Totale Suzuka Point Getters/Atletico Suzuka | Totale Suzuka Point Getters/Atletico Suzuka | 30         | 2          |                 | -               | -               |                    | -                  | -                  |             | -           | -           | 30     | 2      |
| Totale carriera                             | Totale carriera                             | Totale carriera                             | 790+4      | 188+3      |                 | 96              | 33              |                    | 2                  | 1                  |             | 18          | 4           | 910    | 229    |

### Cronologia presenze e reti in nazionale
| Cronologia completa delle presenze e delle reti in nazionale ― Giappone | Cronologia completa delle presenze e delle reti in nazionale ― Giappone | Cronologia completa delle presenze e delle reti in nazionale ― Giappone | Cronologia completa delle presenze e delle reti in nazionale ― Giappone | Cronologia completa delle presenze e delle reti in nazionale ― Giappone | Cronologia completa delle presenze e delle reti in nazionale ― Giappone | Cronologia completa delle presenze e delle reti in nazionale ― Giappone | Cronologia completa delle presenze e delle reti in nazionale ― Giappone |
| Data                                                                    | Città                                                                   | In casa                                                                 | Risultato                                                               | Ospiti                                                                  | Competizione                                                            | Reti                                                                    | Note                                                                    |
| ----------------------------------------------------------------------- | ----------------------------------------------------------------------- | ----------------------------------------------------------------------- | ----------------------------------------------------------------------- | ----------------------------------------------------------------------- | ----------------------------------------------------------------------- | ----------------------------------------------------------------------- | ----------------------------------------------------------------------- |
| 26-9-1990                                                               | Pechino                                                                 | Bangladesh                                                              | 0 – 3                                                                   | Giappone                                                                | Giochi asiatici 1990 - 1º turno                                         | -                                                                       |                                                                         |
| 28-9-1990                                                               | Pechino                                                                 | Giappone                                                                | 0 – 2                                                                   | Arabia Saudita                                                          | Giochi asiatici 1990 - 1º turno                                         | -                                                                       |                                                                         |
| 1-10-1990                                                               | Pechino                                                                 | Iran                                                                    | 1 – 0                                                                   | Giappone                                                                | Giochi asiatici 1990 - Quarti di finale                                 | -                                                                       |                                                                         |
| 2-6-1991                                                                | Tendō                                                                   | Giappone                                                                | 1 – 0                                                                   | Thailandia                                                              | Kirin Cup 1991                                                          | -                                                                       |                                                                         |
| 5-6-1991                                                                | Kyoto                                                                   | Giappone                                                                | 2 – 1                                                                   | Vasco da Gama                                                           | Kirin Cup 1991                                                          | 1                                                                       |                                                                         |
| 9-6-1991                                                                | Tokyo                                                                   | Giappone                                                                | 4 – 0                                                                   | Tottenham                                                               | Kirin Cup 1991                                                          | 2                                                                       |                                                                         |
| 27-7-1991                                                               | Nagasaki                                                                | Giappone                                                                | 0 – 1                                                                   | Corea del Sud                                                           | Amichevole                                                              | -                                                                       |                                                                         |
| 31-5-1992                                                               | Tokyo                                                                   | Giappone                                                                | 0 – 1                                                                   | Argentina                                                               | Amichevole                                                              | -                                                                       | 81’                                                                     |
| 7-6-1992                                                                | Matsuyama                                                               | Giappone                                                                | 0 – 1                                                                   | Galles                                                                  | Amichevole                                                              | -                                                                       |                                                                         |
| 22-8-1992                                                               | Pechino                                                                 | Corea del Sud                                                           | 0 – 0                                                                   | Giappone                                                                | Dynasty Cup 1992 - 1º turno                                             | -                                                                       |                                                                         |
| 24-8-1992                                                               | Pechino                                                                 | Cina                                                                    | 0 – 2                                                                   | Giappone                                                                | Dynasty Cup 1992 - 1º turno                                             | -                                                                       |                                                                         |
| 26-8-1992                                                               | Pechino                                                                 | Corea del Nord                                                          | 1 – 4                                                                   | Giappone                                                                | Dynasty Cup 1992 - 1º turno                                             | 1                                                                       |                                                                         |
| 29-8-1992                                                               | Pechino                                                                 | Giappone                                                                | 2 – 2 dts (4 – 2 dtr)                                                   | Corea del Sud                                                           | Dynasty Cup 1992 - Finale                                               | -                                                                       |                                                                         |
| 30-10-1992                                                              | Onomichi                                                                | Giappone                                                                | 0 – 0                                                                   | Emirati Arabi Uniti                                                     | Coppa d'Asia 1992 - 1º turno                                            | -                                                                       |                                                                         |
| 1-11-1992                                                               | Hiroshima                                                               | Giappone                                                                | 1 – 1                                                                   | Corea del Nord                                                          | Coppa d'Asia 1992 - 1º turno                                            | -                                                                       |                                                                         |
| 3-11-1992                                                               | Hiroshima                                                               | Iran                                                                    | 0 – 1                                                                   | Giappone                                                                | Coppa d'Asia 1992 - 1º turno                                            | 1                                                                       |                                                                         |
| 6-11-1992                                                               | Hiroshima                                                               | Giappone                                                                | 3 – 2                                                                   | Cina                                                                    | Coppa d'Asia 1992 - Semifinale                                          | -                                                                       |                                                                         |
| 8-11-1992                                                               | Hiroshima                                                               | Giappone                                                                | 1 – 0                                                                   | Arabia Saudita                                                          | Coppa d'Asia 1992 - Finale                                              | -                                                                       |                                                                         |
| 7-3-1993                                                                | Fukuoka                                                                 | Giappone                                                                | 0 – 1                                                                   | Ungheria                                                                | Amichevole                                                              | -                                                                       |                                                                         |
| 14-3-1993                                                               | Tokyo                                                                   | Giappone                                                                | 3 – 1                                                                   | Stati Uniti                                                             | Amichevole                                                              | 2                                                                       |                                                                         |
| 8-4-1993                                                                | Kōbe                                                                    | Giappone                                                                | 1 – 0                                                                   | Thailandia                                                              | Qual. Mondiali 1994                                                     | 1                                                                       |                                                                         |
| 11-4-1993                                                               | Saitama                                                                 | Giappone                                                                | 8 – 0                                                                   | Bangladesh                                                              | Qual. Mondiali 1994                                                     | 4                                                                       |                                                                         |
| 15-4-1993                                                               | Kyoto                                                                   | Giappone                                                                | 4 – 0                                                                   | Sri Lanka                                                               | Qual. Mondiali 1994                                                     | 2                                                                       |                                                                         |
| 18-4-1993                                                               | Tokyo                                                                   | Giappone                                                                | 2 – 0                                                                   | Emirati Arabi Uniti                                                     | Qual. Mondiali 1994                                                     | -                                                                       |                                                                         |
| 28-4-1993                                                               | Dubai                                                                   | Thailandia                                                              | 0 – 1                                                                   | Giappone                                                                | Qual. Mondiali 1994                                                     | -                                                                       |                                                                         |
| 30-4-1993                                                               | Dubai                                                                   | Bangladesh                                                              | 1 – 4                                                                   | Giappone                                                                | Qual. Mondiali 1994                                                     | 1                                                                       |                                                                         |
| 5-5-1993                                                                | Dubai                                                                   | Sri Lanka                                                               | 0 – 6                                                                   | Giappone                                                                | Qual. Mondiali 1994                                                     | 1                                                                       |                                                                         |
| 7-5-1993                                                                | al-'Ayn                                                                 | Emirati Arabi Uniti                                                     | 1 – 1                                                                   | Giappone                                                                | Qual. Mondiali 1994                                                     | -                                                                       |                                                                         |
| 4-10-1993                                                               | Tokyo                                                                   | Giappone                                                                | 1 – 0                                                                   | Costa d'Avorio                                                          | Amichevole                                                              | 1                                                                       |                                                                         |
| 15-10-1993                                                              | Doha                                                                    | Arabia Saudita                                                          | 0 – 0                                                                   | Giappone                                                                | Qual. Mondiali 1994                                                     | -                                                                       |                                                                         |
| 18-10-1993                                                              | Doha                                                                    | Iran                                                                    | 2 – 1                                                                   | Giappone                                                                | Qual. Mondiali 1994                                                     | -                                                                       |                                                                         |
| 21-10-1993                                                              | Doha                                                                    | Corea del Nord                                                          | 0 – 3                                                                   | Giappone                                                                | Qual. Mondiali 1994                                                     | 2                                                                       |                                                                         |
| 25-10-1993                                                              | Doha                                                                    | Corea del Sud                                                           | 0 – 1                                                                   | Giappone                                                                | Qual. Mondiali 1994                                                     | 1                                                                       |                                                                         |
| 28-10-1993                                                              | Doha                                                                    | Iraq                                                                    | 2 – 2                                                                   | Giappone                                                                | Qual. Mondiali 1994                                                     | 1                                                                       |                                                                         |
| 22-5-1994                                                               | Hiroshima                                                               | Giappone                                                                | 1 – 1                                                                   | Australia                                                               | Kirin Cup 1994                                                          | -                                                                       |                                                                         |
| 29-5-1994                                                               | Tokyo                                                                   | Giappone                                                                | 1 – 4                                                                   | Francia                                                                 | Kirin Cup 1994                                                          | -                                                                       |                                                                         |
| 8-7-1994                                                                | Nagoya                                                                  | Giappone                                                                | 3 – 2                                                                   | Ghana                                                                   | Asics Cup                                                               | 2                                                                       |                                                                         |
| 14-7-1994                                                               | Kōbe                                                                    | Giappone                                                                | 2 – 1                                                                   | Ghana                                                                   | Asics Cup                                                               | 1                                                                       |                                                                         |
| 3-10-1994                                                               | Miyoshi                                                                 | Giappone                                                                | 1 – 1                                                                   | Emirati Arabi Uniti                                                     | Giochi asiatici 1994 - 1º turno                                         | 1                                                                       |                                                                         |
| 5-10-1994                                                               | Hiroshima                                                               | Giappone                                                                | 1 – 1                                                                   | Qatar                                                                   | Giochi asiatici 1994 - 1º turno                                         | -                                                                       |                                                                         |
| 9-10-1994                                                               | Onomichi                                                                | Giappone                                                                | 5 – 0                                                                   | Birmania                                                                | Giochi asiatici 1994 - 1º turno                                         | -                                                                       |                                                                         |
| 11-10-1994                                                              | Hiroshima                                                               | Giappone                                                                | 2 – 3                                                                   | Corea del Sud                                                           | Giochi asiatici 1994 - Quarti di finale                                 | 1                                                                       |                                                                         |
| 6-1-1995                                                                | Riad                                                                    | Nigeria                                                                 | 3 – 0                                                                   | Giappone                                                                | Coppa re Fahd 1995 - 1º turno                                           | -                                                                       |                                                                         |
| 8-1-1995                                                                | Riad                                                                    | Argentina                                                               | 5 – 1                                                                   | Giappone                                                                | Coppa re Fahd 1995 - 1º turno                                           | 1                                                                       |                                                                         |
| 21-5-1995                                                               | Hiroshima                                                               | Giappone                                                                | 0 – 0                                                                   | Scozia                                                                  | Kirin Cup 1995                                                          | -                                                                       | 17’                                                                     |
| 28-5-1995                                                               | Tokyo                                                                   | Giappone                                                                | 3 – 0                                                                   | Ecuador                                                                 | Kirin Cup 1995                                                          | 2                                                                       |                                                                         |
| 3-6-1995                                                                | Londra                                                                  | Inghilterra                                                             | 2 – 1                                                                   | Giappone                                                                | Amichevole                                                              | -                                                                       |                                                                         |
| 6-6-1995                                                                | Liverpool                                                               | Brasile                                                                 | 3 – 0                                                                   | Giappone                                                                | Amichevole                                                              | -                                                                       |                                                                         |
| 10-6-1995                                                               | Nottingham                                                              | Svezia                                                                  | 2 – 2                                                                   | Giappone                                                                | Amichevole                                                              | -                                                                       |                                                                         |
| 6-8-1995                                                                | Kyoto                                                                   | Giappone                                                                | 3 – 0                                                                   | Costa Rica                                                              | Amichevole                                                              | -                                                                       | 68’                                                                     |
| 9-8-1995                                                                | Tokyo                                                                   | Giappone                                                                | 1 – 5                                                                   | Brasile                                                                 | Amichevole                                                              | -                                                                       |                                                                         |
| 20-9-1995                                                               | Tokyo                                                                   | Giappone                                                                | 1 – 2                                                                   | Paraguay                                                                | Amichevole                                                              | 1                                                                       |                                                                         |
| 24-10-1995                                                              | Tokyo                                                                   | Giappone                                                                | 2 – 1                                                                   | Arabia Saudita                                                          | Amichevole                                                              | 1                                                                       |                                                                         |
| 28-10-1995                                                              | Matsuyama                                                               | Giappone                                                                | 2 – 1                                                                   | Arabia Saudita                                                          | Amichevole                                                              | 1                                                                       | 90’                                                                     |
| 14-2-1996                                                               | Melbourne                                                               | Australia                                                               | 3 – 0                                                                   | Giappone                                                                | Amichevole                                                              | -                                                                       |                                                                         |
| 19-2-1996                                                               | Hong Kong                                                               | Giappone                                                                | 5 – 0                                                                   | Polonia                                                                 | Lunar New Year Cup 1996 - Semifinale                                    | 1                                                                       |                                                                         |
| 22-2-1996                                                               | Hong Kong                                                               | Giappone                                                                | 1 – 1 dts (4 – 5 dtr)                                                   | Svezia                                                                  | Lunar New Year Cup 1996 - Finale                                        | -                                                                       |                                                                         |
| 26-5-1996                                                               | Tokyo                                                                   | Giappone                                                                | 1 – 0                                                                   | Jugoslavia                                                              | Kirin Cup 1996                                                          | 1                                                                       |                                                                         |
| 29-5-1996                                                               | Fukuoka                                                                 | Giappone                                                                | 3 – 2                                                                   | Messico                                                                 | Kirin Cup 1996                                                          | 1                                                                       |                                                                         |
| 25-8-1996                                                               | Osaka                                                                   | Giappone                                                                | 5 – 3                                                                   | Uruguay                                                                 | Amichevole                                                              | 2                                                                       | 73’                                                                     |
| 11-9-1996                                                               | Tokyo                                                                   | Giappone                                                                | 1 – 0                                                                   | Uzbekistan                                                              | Amichevole                                                              | -                                                                       |                                                                         |
| 13-10-1996                                                              | Kōbe                                                                    | Giappone                                                                | 1 – 0                                                                   | Tunisia                                                                 | Amichevole                                                              | -                                                                       | 76’                                                                     |
| 6-12-1996                                                               | Al-Ain                                                                  | Giappone                                                                | 2 – 1                                                                   | Siria                                                                   | Coppa d'Asia 1996 - 1º turno                                            | -                                                                       |                                                                         |
| 9-12-1996                                                               | Al-Ain                                                                  | Giappone                                                                | 4 – 0                                                                   | Uzbekistan                                                              | Coppa d'Asia 1996 - 1º turno                                            | 1                                                                       |                                                                         |
| 11-12-1996                                                              | Al-Ain                                                                  | Cina                                                                    | 0 – 1                                                                   | Giappone                                                                | Coppa d'Asia 1996 - 1º turno                                            | -                                                                       |                                                                         |
| 15-12-1996                                                              | Al-Ain                                                                  | Kuwait                                                                  | 2 – 0                                                                   | Giappone                                                                | Coppa d'Asia 1996 - Quarti di finale                                    | -                                                                       |                                                                         |
| 9-2-1997                                                                | Bangkok                                                                 | Thailandia                                                              | 1 – 1                                                                   | Giappone                                                                | King's Cup 1997 - 1º turno                                              | -                                                                       |                                                                         |
| 15-3-1997                                                               | Bangkok                                                                 | Thailandia                                                              | 3 – 1                                                                   | Giappone                                                                | Amichevole                                                              | 1                                                                       |                                                                         |
| 23-3-1997                                                               | Mascate                                                                 | Oman                                                                    | 0 – 1                                                                   | Giappone                                                                | Qual. Mondiali 1998                                                     | -                                                                       |                                                                         |
| 25-3-1997                                                               | Mascate                                                                 | Macao                                                                   | 0 – 10                                                                  | Giappone                                                                | Qual. Mondiali 1998                                                     | 2                                                                       |                                                                         |
| 21-5-1997                                                               | Tokyo                                                                   | Giappone                                                                | 1 – 1                                                                   | Corea del Sud                                                           | Amichevole                                                              | 1                                                                       |                                                                         |
| 8-6-1997                                                                | Tokyo                                                                   | Giappone                                                                | 4 – 3                                                                   | Croazia                                                                 | Kirin Cup 1997                                                          | 2                                                                       |                                                                         |
| 15-6-1997                                                               | Osaka                                                                   | Giappone                                                                | 1 – 0                                                                   | Turchia                                                                 | Kirin Cup 1997                                                          | -                                                                       |                                                                         |
| 22-6-1997                                                               | Tokyo                                                                   | Giappone                                                                | 10 – 0                                                                  | Macao                                                                   | Qual. Mondiali 1998                                                     | 6                                                                       |                                                                         |
| 25-6-1997                                                               | Tokyo                                                                   | Giappone                                                                | 3 – 0                                                                   | Nepal                                                                   | Qual. Mondiali 1998                                                     | 2                                                                       |                                                                         |
| 28-6-1997                                                               | Tokyo                                                                   | Giappone                                                                | 1 – 1                                                                   | Oman                                                                    | Qual. Mondiali 1998                                                     | -                                                                       | Ammonizione                                                             |
| 13-8-1997                                                               | Osaka                                                                   | Giappone                                                                | 0 – 3                                                                   | Brasile                                                                 | Amichevole                                                              | -                                                                       |                                                                         |
| 7-9-1997                                                                | Tokyo                                                                   | Giappone                                                                | 6 – 3                                                                   | Uzbekistan                                                              | Qual. Mondiali 1998                                                     | 4                                                                       |                                                                         |
| 19-9-1997                                                               | Abu Dhabi                                                               | Emirati Arabi Uniti                                                     | 0 – 0                                                                   | Giappone                                                                | Qual. Mondiali 1998                                                     | -                                                                       |                                                                         |
| 28-9-1997                                                               | Tokyo                                                                   | Giappone                                                                | 1 – 2                                                                   | Corea del Sud                                                           | Qual. Mondiali 1998                                                     | -                                                                       |                                                                         |
| 4-10-1997                                                               | Almaty                                                                  | Kazakistan                                                              | 1 – 1                                                                   | Giappone                                                                | Qual. Mondiali 1998                                                     | -                                                                       |                                                                         |
| 11-10-1997                                                              | Tashkent                                                                | Uzbekistan                                                              | 1 – 1                                                                   | Giappone                                                                | Qual. Mondiali 1998                                                     | -                                                                       |                                                                         |
| 26-10-1997                                                              | Tokyo                                                                   | Giappone                                                                | 1 – 1                                                                   | Emirati Arabi Uniti                                                     | Qual. Mondiali 1998                                                     | -                                                                       |                                                                         |
| 1-11-1997                                                               | Seul                                                                    | Corea del Sud                                                           | 0 – 2                                                                   | Giappone                                                                | Qual. Mondiali 1998                                                     | -                                                                       | 53’                                                                     |
| 16-11-1997                                                              | Johor Bahru                                                             | Iran                                                                    | 2 – 3 dts                                                               | Giappone                                                                | Qual. Mondiali 1998                                                     | -                                                                       | 63’                                                                     |
| 4-3-1998                                                                | Yokohama                                                                | Giappone                                                                | 5 – 1                                                                   | Hong Kong                                                               | Dynasty Cup 1998                                                        | -                                                                       | 76’                                                                     |
| 7-3-1998                                                                | Tokyo                                                                   | Giappone                                                                | 0 – 2                                                                   | Cina                                                                    | Dynasty Cup 1998                                                        | -                                                                       | 57’                                                                     |
| 5-2-2000                                                                | Hong Kong                                                               | Giappone                                                                | 0 – 1                                                                   | Messico                                                                 | Lunar New Year Cup 2000 - Semifinale                                    | -                                                                       | 80’                                                                     |
| 16-2-2000                                                               | Macao                                                                   | Giappone                                                                | 9 – 0                                                                   | Brunei                                                                  | Qual. Coppa d'Asia 2000                                                 | 1                                                                       | 60’                                                                     |
| 20-2-2000                                                               | Macao                                                                   | Macao                                                                   | 0 – 3                                                                   | Giappone                                                                | Qual. Coppa d'Asia 2000                                                 | -                                                                       | 46’                                                                     |
| 15-3-2000                                                               | Kōbe                                                                    | Giappone                                                                | 0 – 0                                                                   | Cina                                                                    | Amichevole                                                              | -                                                                       | 88’                                                                     |
| 6-6-2000                                                                | Casablanca                                                              | Giappone                                                                | 4 – 0                                                                   | Giamaica                                                                | Trofeo di calcio Hassan II 2000 - Finale 3º posto                       | 1                                                                       | 75’                                                                     |
| Totale                                                                  |                                                                         | Presenze (14º posto)                                                    | 92                                                                      |                                                                         | Reti (2º posto)                                                         | 58                                                                      |                                                                         |

## Palmarès

### Calcio

#### Club

##### Competizioni statali
- Campionato Paranaense: 1

Coritiba: 1989

##### Competizioni nazionali
- Campionato giapponese: 3

Yomiuri: 1990-1991, 1991-1992
Verdy Kawasaki: 1993
- Coppa Yamazaki Nabisco: 2

Verdy Kawasaki: 1992, 1993
- Coppa dell'Imperatore: 1

Verdy Kawasaki: 1996
- Campionato croato: 1

Croazia Zagabria: 1998-1999
- J. League Division 2: 1

Yokohama FC: 2006

#### Nazionale
- Coppa d'Asia: 1

Giappone 1992

#### Individuale
- Miglior giocatore della Coppa d'Asia: 1

Giappone 1992
- Miglior giocatore della Coppa J. League: 1

1992
- Squadra del campionato giapponese: 3

1993, 1995, 1996
- Miglior giocatore del campionato giapponese: 1

1993
- Calciatore asiatico dell'anno: 1

1993
- Capocannoniere del campionato giapponese: 1

1996 (23 gol)

## Filmografia

### Cinema
- Detective Conan - L'undicesimo attaccante, regia di Kōbun Shizuno (2012) - sé stesso (voce)
- Lupin Terzo vs Detective Conan, regia di Hajime Kamegaki (2013) - King (voce)